# Selektiv katalytisk reduktion
Selektiv katalytisk reduktion, SCR, är en teknik för att reducera kväveoxider (NOx) i avgaser från motorer eller annat. En vätska som innehåller urea (med handelsnamnet AdBlue) och vatten sprutas in i avgasströmmen (andra alternativ förekommer, till exempel fast urea). Denna vätska omvandlas till ammoniak under den temperatur som råder i avgasröret. NOx och ammoniak omvandlas till vatten och kväve i SCR-katalysatorn.

## Allmänt
SCR-katalysatorer används på fordon som lastbilar och personbilar, båtar men även inom industrin. På fordon sitter SCR-katalysatorn efter den vanliga katalysatorn och partikelfiltret. På personbilar brukar SCR-katalysatorn sitta mellan bälgen och varmsidan av avgassystemet. Transportsträckan mellan insprutningsmunstycket för urea och SCR-katalysatorn är av stor vikt eftersom det är på denna sträcka som urean ska ombildas till ammoniak. Därför sitter insprutningsmunstycket som kortast ca 15 cm framför SCR-katalysatorn men ofta nära den vanliga katalysatorn vid motorn för att garantera att urean ombildats.
SCR-katalysatorer har samma grunduppbyggnad som vanliga oxidationskatalysatorer som används på nästan alla personbilar. Katalysatorns kärna består oftast av koppar- eller järnzeolit.

## Begränsningar
SCR-system med flytande urea blir inaktiva i låg omgivningstemperatur då vätskan fryser (system för tankvärmning förekommer).
Ammoniaken och urearester är kraftigt korrosiva för många rostfria legeringar vid temperaturer över 700 °C. Austenitiskt rostfritt stål har ett bättre korrosionsskydd jämfört med ferritiskt mycket tack vare en högre kromhalt. 

## Bakgrund
Trots kraftigt minskade svenska utsläpp senaste decennierna har de ökat internationellt, bl.a. pga kraftigt ökad tung trafik som lastbilar & fartyg. Samtidigt har de minskat från personbilar pga katalysatorer & partikelfilter. Ökade utsläppskrav på kväveoxider från fordonsmotorer har gjort att ett extra reningssteg behövts för att uppnå exempelvis Euro 5 (2009), Euro 6 (2014) och EPA Tier 4 (2008-2015).